# Haploesthes
Haploesthes là một chi thực vật có hoa trong họ Cúc (Asteraceae).

## Loài
Chi Haploesthes gồm các loài: